# Industrial Hardcore
Es un subgénero de Techno Hardcore, caracterizado por la ausencia de melodías y el empleo de ruidos y sonidos estridentes que conforman la melodía. Se pueden diferenciar dos variantes según sus BPM; la variante más lenta (downtempo) o la variante más rápida (uptempo).Es muy común el uso de fragmentos de canciones de rap para la composición de sus líneas melódicas.
Su esencia reside en la intensidad del bombo y en su nitidez , a diferencia del empleado en el Hardcore Mainstream. Se puede afirmar que es un derivado del gabber house surgido en Países Bajos, pero gracias a su desarrollo por Francia, surgió una corriente dividida del gabber house que dio lugar al género hardcore industrial.
Desde su creación , este género ha ido experimentando continuos cambios debido a su diversificación por Europa, por ello, el bombo empleado varía según el país de procedencia. Actualmente Italia está experimentando un gran desarrollo de este género, de la mano de productoras como Darkside Unleashed o Avanti Records.
Es necesario distinguir el Hardcore Industrial del Frenchcore, ya que ambos géneros han sufrido un gran desarrollo en Francia y se han adaptado los rasgos de un género en el otro. En definitiva, este género se está volviendo cada vez más difícil de identificar, por ello, a pesar de su gran parecido con otros géneros hardcore , debemos remitirnos a la consideración personal del productor.
- Datos: Q1191299